# San Roqueña (manzana)
San Roqueña es una variedad cultigen de manzano (Malus domestica) Esta manzana es originaria de Asturias y es una de las 76 variedades de manzana que se incluyen en la D.O.P. Sidra de Asturias. Está cultivada en la colección de manzanos asturianos del SERIDA.

## Sinónimos
- "Manzana San Roqueña".[4][5][6]

## Características
El manzano de la variedad San Roqueña tiene un vigor elevado. Silueta de la estructura de ramificación (sistema de formación en eje): 9. Tipo de fructificación: IV.
Época de inicio de floración (promedio periodo 2005-2009): Intermedio, a finales de la segunda decena de abril; Longitud de sépalos son largos >5 mm.
La variedad de manzana San Roqueña tiene un fruto de diámetro grande a muy grande (86-90 mm), altura 80 mm; relación altura-diámetro de intermedia  (0,86-0,95); posición diámetro máximo hacia el pedúnculo; acostillado interior de la cubeta ocular es medio; coronamiento final del cáliz (o perfil de la cubeta) es ondulado.
El fruto tiene predominio de forma oblonga entallada o globulosa troncónica.
Con una longitud del pedúnculo de corto (11-15 mm) y alguno muy corto (≤10 mm) o mediano (16-20mm); espesor del pedúnculo mediano; con la anchura de la cubeta peduncular de media a ancha, siendo la relación de la cubeta ocular-cubeta peduncular troncónica. Cantidad de "russeting" (pardeamiento áspero superficial que presentan algunas variedades) en la cubeta peduncular es alta.
Apertura de ojo es algo abierto y alguno cerrado o abierto. Tamaño de ojo de grande a mediano. Profundidad de la cubeta ocular es de poco profunda a media, y la anchura de la cubeta ocular es estrecha. Coronamiento final del cáliz (perfil cubeta) ondulado, y la cantidad de "russeting" en la cubeta ocular de ausente o muy baja.
La textura de la epidermis es lisa o rugosa; con estado ceroso de la epidermis ausente o débil a moderado, y la pruina de la epidermis ausente o débil; coloración de fondo amarillo verdoso o verde; Extensión de color de superficie es de alta a muy alta y algunos media: color de superficie de rojo rosado y naranja marrón, con estrías rojas o púrpuras, con una intensidad de color superficial oscuro, y el tipo del color de superficie son placas continuas con estrías. Siendo la cantidad de "russeting" en los laterales ausente o muy baja.
Densidad de lenticelas son de numerosas a medianamente numerosas; siendo el tamaño de las lenticelas con predominio de medianas; aureola sin aureola; con el color del núcleo de la lenticela blanco; Color de la pulpa de blanco a crema y apertura de lóculos (en corte transversal) abiertos.
Maduración se produce de finales de octubre a primera decena de noviembre.
Variedad de sabor ácido, se utiliza en la producción de sidra.

## Rendimientos de producción
Producción: Elevada (>45 t/ha). Regular.
Tiene un rendimiento de producción elevado (>45 t/ha). Nivel de alternancia regular.
Rendimiento en mosto (l/100 kg): 65,1 ± 2,9 Azúcares totales (g/l): 92,7 ± 2,2. Acidez total (g/l H2SO4): 4,8 ± 0,4. pH: 3,4 ± 0,2. Fenoles totales (g/l ac. Tánico): 0,7 ± 0,1. Grupo tecnológico: ácido.

## D.O.P.Sidra de Asturias
La Denominación de Origen Protegida (D.O.P.) sidra de Asturias se ha de elaborar exclusivamente con manzanas procedentes de parcelas asturianas inscritas en el “Consejo Regulador de la Denominación de Origen”, que es el organismo oficial que según el artículo 10 del reglamento (CEE 2081/92) acreditado para certificar que una sidra cumpla los requisitos establecidos en su reglamento para ser “Sidra de Asturias”.
En la actualidad (2018) cuenta con 31 lagares, 322 cosecheros y 843 hectáreas registradas y auditadas.

## Sensibilidades
Sensibilidad a hongos:
- Oidio: media a baja
- Momificado: muy baja
- Moteado: baja a media
- Chancro del manzano: muy baja.[11][7][10]